# Zeugma (miasto)

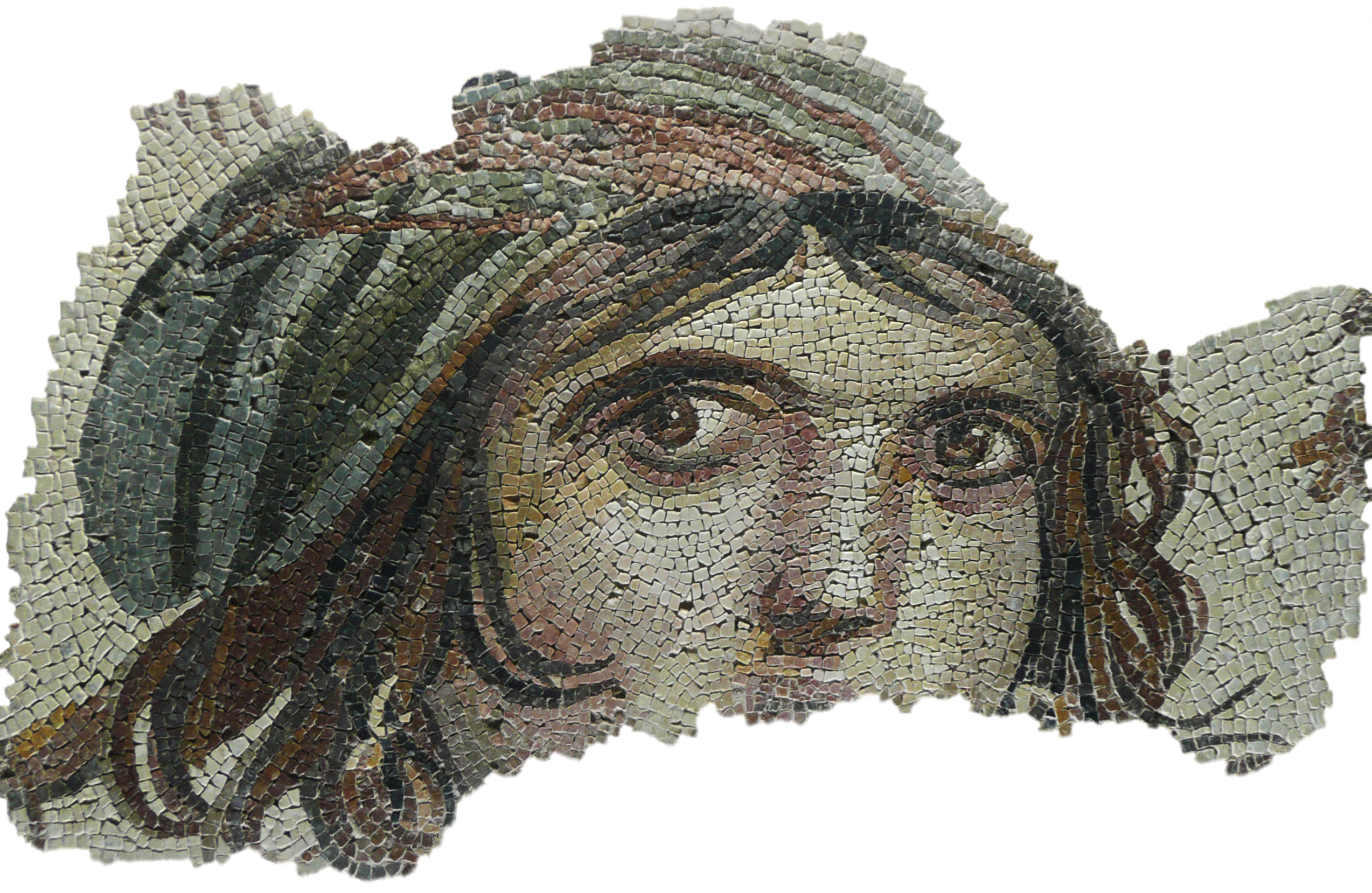
Starożytna mozaika z Zeugmy

Zeugma (gr. Ζεύγμα) – miasto antyczne na pograniczu Azji Mniejszej, Syrii i Mezopotamii, położone na zachodnim brzegu Eufratu, obecnie stanowisko archeologiczne nieopodal miasta Gaziantep w Turcji.

## Tło historyczne
Założone ok. 300 roku p.n.e. przez władcę hellenistycznego „królestwa Azji” Seleukosa I Nikatora, wcześniej jednego z wodzów Aleksandra Wielkiego. Początkowo było macedońską kolonią wojskową strzegącą przeprawy przez Eufrat, na cześć założyciela nazwaną Seleucją nad Eufratem lub Seleucją przy Moście. W okresie świetności zaludniało je ok. 80 tysięcy mieszkańców.
W 64 p.n.e. miasto znalazło się w granicach imperium rzymskiego, a jego nazwę zmieniono na Zeugma, co oznacza „przeprawę mostową” lub „most pontonowy”. Pod rzymskim panowaniem miasto zyskało na znaczeniu zarówno pod względem militarnym, jak i gospodarczym, bowiem przebiegał tamtędy jedwabny szlak łączący dalekie Chiny z Antiochią.
W 256 roku Zeugma została zdobyta i całkowicie zniszczona przez sasanidzkiego władcę Szapura I. W dodatku silne trzęsienie ziemi pogrzebało w ruinach miasto, które nigdy już nie powróciło do dawnej świetności, choć nadal pozostawało w granicach cesarstwa rzymskiego. W V i VI wieku należało do cesarstwa bizantyńskiego, ale wskutek powtarzających się najazdów Arabów ostatecznie opuścili je mieszkańcy. Później, w X-XII wieku istniała tu niewielka osada Abbasydów, a od XVII wieku – wioska Belkis.

### Legion IVScythica

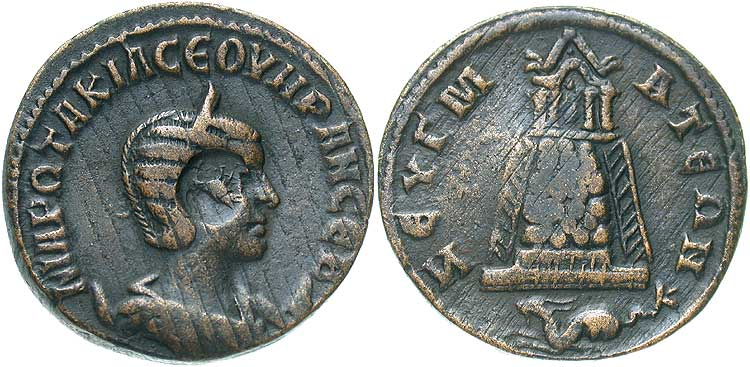
Moneta z poł. III w. z wizerunkiem miejscowego sanktuarium z gajem w okręgu świątynnym (rewers)

W czasach rzymskich w Zeugmie stacjonował IV legion Scytyjski. Przez dwa stulecia zamieszkiwali tam wysokiej rangi urzędnicy państwowi i oficerowie, zaszczepiający wśród miejscowej ludności rzymski styl życia i kultury. Świadectwem tego są rzeźby, zwłaszcza nagrobne, płaskorzeźby, pomniki, stele i ołtarze. Wzrastała również zamożność miasta, które z położoną na drugim brzegu Eufratu Apameą łączył drewniany most, a współczesne badania archeologiczne dowodzą, że prowadzono tam ożywiony handel przygraniczny. Dowodem na to jest 65 000 glinianych pieczęci (tzw. „bulle”) znalezionych na stanowisku archeologicznym Iskele üstü, co może potwierdzać istnienie miejscowej komory celnej, gdyż podobnymi pieczęciami opatrywano pisma i in. przesyłki, a także umieszczano je na workach z monetami.